# Liste der Baudenkmale in Samern
In der Liste der Baudenkmale in Samern sind alle Baudenkmale der niedersächsischen Ortschaft Samern aufgelistet. Die Quelle der Baudenkmale ist der Denkmalatlas Niedersachsen. Der Stand der Liste ist der 21. November 2022.

## Allgemein
In den Spalten befinden sich folgende Informationen:
- Lage: die Adresse des Baudenkmales und die geographischen Koordinaten. Kartenansicht, um Koordinaten zu setzen. In der Kartenansicht sind Baudenkmale ohne Koordinaten mit einem roten Marker dargestellt und können in der Karte gesetzt werden. Baudenkmale ohne Bild sind mit einem blauen Marker gekennzeichnet, Baudenkmale mit Bild mit einem grünen Marker.
- Bezeichnung: Bezeichnung des Baudenkmales
- Beschreibung: die Beschreibung des Baudenkmales. Unter § 3 Abs. 2 NDSchG werden Einzeldenkmale und unter § 3 Abs. 3 NDSchG Gruppen baulicher Anlagen und deren Bestandteile ausgewiesen.
- ID: die Objekt-ID des Baudenkmales
- Bild: ein Bild des Baudenkmales, ggf. zusätzlich mit einem Link zu weiteren Fotos des Baudenkmals im Medienarchiv Wikimedia Commons. Wenn man auf das Kamerasymbol klickt, können Fotos zu Baudenkmalen aus dieser Liste hochgeladen werden:

| Lage                                             | Bezeichnung                             | Beschreibung | ID       | Bild |
| ------------------------------------------------ | --------------------------------------- | ------------ | -------- | ---- |
| Alter Postweg 52° 18′ 30″ N, 7° 17′ 24″ O        | Straßenbrücke (Samerrottbecke)          |              | 36026737 | BW   |
| Am Diek 52° 19′ 9″ N, 7° 15′ 1″ O                | Wohn-/ Wirtschaftsgebäude               |              | 36026790 | BW   |
| Am Esch 1 52° 18′ 4″ N, 7° 15′ 22″ O             | Scheune                                 |              | 36026861 | BW   |
| Am Esch 1 52° 18′ 3″ N, 7° 15′ 23″ O             | Speicher                                |              | 36026884 | BW   |
| Am Esch 3 52° 18′ 0″ N, 7° 15′ 30″ O             | Scheune                                 |              | 36026815 | BW   |
| Am Esch 8 52° 17′ 27″ N, 7° 16′ 39″ O            | Speicher                                |              | 36026838 | BW   |
| Am Esch 11 52° 17′ 56″ N, 7° 16′ 10″ O           | Heuerhaus                               |              | 36027320 | BW   |
| Am Esch 11 52° 17′ 46″ N, 7° 16′ 0″ O            | Wohn-/ Wirtschaftsgebäude               |              | 36027444 | BW   |
| Am Esch 11 52° 17′ 47″ N, 7° 16′ 0″ O            | Futterküche                             |              | 36027394 | BW   |
| Am Esch 11 52° 17′ 46″ N, 7° 16′ 2″ O            | Melkstall                               |              | 36027369 | BW   |
| Am Esch 11 52° 17′ 47″ N, 7° 16′ 2″ O            | Nebengebäude                            |              | 36027345 | BW   |
| Am Esch 11 52° 17′ 46″ N, 7° 16′ 3″ O            | Scheune                                 |              | 36027419 | BW   |
| Am Esch 11 52° 17′ 45″ N, 7° 16′ 3″ O            | Sandsteineinfriedung                    |              | 36027470 | BW   |
| Ohner Diek 52° 16′ 37″ N, 7° 14′ 4″ O            | Straßenbrücke (Wüstegraben)             |              | 36027294 | BW   |
| Ohner Straße 128 52° 18′ 2″ N, 7° 13′ 44″ O      | Wachturm Mansbrügge (Piggentörnken)     |              | 36026978 | BW   |
| Ohner Straße 131 52° 17′ 46″ N, 7° 15′ 6″ O      | Wohn-/ Wirtschaftsgebäude               |              | 36026932 | BW   |
| Ohner Straße 131 52° 17′ 45″ N, 7° 15′ 8″ O      | Backhaus                                |              | 36026955 | BW   |
| Ohner Straße 135 52° 17′ 8″ N, 7° 15′ 58″ O      | Scheune                                 |              | 36026907 | BW   |
| Ohner Straße 137 52° 17′ 4″ N, 7° 16′ 1″ O       | Hof Werning                             |              | 36026533 | BW   |
| Schüttorfer Straße 1 52° 19′ 0″ N, 7° 14′ 40″ O  | Hofanlage Schulze-Holmer (Scheune)      |              | 36027178 | BW   |
| Schüttorfer Straße 1 52° 18′ 59″ N, 7° 14′ 39″ O | Hofanlage Schulze-Holmer (Nebengebäude) |              | 36027208 | BW   |
| Schüttorfer Straße 1 52° 18′ 59″ N, 7° 14′ 40″ O | Hofanlage Schulze-Holmer (Remise)       |              | 36027238 | BW   |
| Schüttorfer Straße 1 52° 18′ 59″ N, 7° 14′ 42″ O | Hofanlage Schulze-Holmer (Nebengebäude) |              | 36027117 | BW   |
| Schüttorfer Straße 1 52° 18′ 57″ N, 7° 14′ 40″ O | Hofanlage Schulze-Holmer (Speicher)     |              | 36027029 | BW   |
| Schüttorfer Straße 1 52° 18′ 57″ N, 7° 14′ 42″ O | Hofanlage Schulze-Holmer (Göpel)        |              | 36027059 | BW   |
| Schüttorfer Straße 2 52° 18′ 22″ N, 7° 14′ 44″ O | Hof Hatger (Speicher)                   |              | 36027004 | BW   |
| Weusten Weg 3 52° 17′ 28″ N, 7° 14′ 52″ O        | Haus Middendorf (Doppelheuerhaus)       |              | 36027268 | BW   |
| 52° 15′ 52″ N, 7° 12′ 43″ O                      | Grenzstein                              |              | 36026690 | BW   |